# Edmund Horton
Edmund Horton   (Saranac Lake, 25 de març de 1896 - Nova York, 26 de maig de 1944) va ser un pilot de bobsleigh estatunidenc que va competir durant la dècada de 1930.
El 1932 va prendre part en els Jocs Olímpics de Lake Placid, on guanyà la medalla de plata en la prova de bobs a 4 formant equip amb Henry Homburger, Percy Bryant i Paul Stevens.